# Намібія на літніх Олімпійських іграх 2020
Намібію на літніх Олімпійських іграх 2020 представляли одинадцять спортсменів у п'яти видах спорту.